# Colotini
Colotini es una tribu de mariposas, perteneciente a la superfamilia Papilionoidea, familia Pieridae, subfamilia Pierinae. Incluye nueve géneros anteriormente asignados a la tribu Pierini o Anthocharidini. Su relación filogenética no se ha aclarado completamente, y puede constituir una tribu basal de la subfamilia, un clado independiente, o incluso un grupo parafilético. Descrito inicialmente simplemente como 'grupo Colotis', en algunas publicaciones y bases de datos electrónicas se ha aplicado erróneamente el nombre Colotini a esta tribu, pero el nombre Teracolini propuesto por Reuter en 1896 tiene precedencia. Sin embargo Colotini es el término más aceptado.

## Géneros
- Calopieris Aurivillius, 1898
- Colotis Hübner, 1819
- Ixias Hübner, 1819
- Eronia Hübner, 1823
- Hebomoia Hübner, 1819
- Nepheronia Butler, 1870
- Pareronia Bingham, 1907
- Pinacopteryx Wallengren, 1857
- Gideona Klots, 1933